# Светско првенство у фудбалу за жене 2011. − група Д
Група Д Светско првенство у фудбалу за жене 2011. се састојала од тимова од репрезентација Бразила, Аустралије, Норвешке и Екваторијалне Гвинеје. Утакмице су одигране 29. јуна, 3. јула и 6. јула 2011. Два најбоља тима су се пласирала у нокаут фазу.

## Табела
| Pos | Тим                   | О | П | Н | И | ГД | ГП | ГР | Бод. | Qualification                   |
| --- | --------------------- | - | - | - | - | -- | -- | -- | ---- | ------------------------------- |
| 1   | Бразил                | 3 | 3 | 0 | 0 | 7  | 0  | +7 | 9    | Квалификовала се за нокаут фазу |
| 2   | Аустралија            | 3 | 2 | 0 | 1 | 5  | 4  | +1 | 6    | Квалификовала се за нокаут фазу |
| 3   | Норвешка              | 3 | 1 | 0 | 2 | 2  | 5  | −3 | 3    |                                 |
| 4   | Екваторијална Гвинеја | 3 | 0 | 0 | 3 | 2  | 7  | −5 | 0    |                                 |

## Утакмице

### Норвешка и Екваторијална Гвинеја
| Норвешка         | (1 : 0)  | Екваторијална Гвинеја |
| ---------------- | -------- | --------------------- |
| - Емили Хави 84’ | Извештај |                       |

| Норвешка | Екваторијална Гвинеја |

### Бразил и Аустралија
| Бразил                          | (1 : 0)  | Аустралија |
| ------------------------------- | -------- | ---------- |
| - Розана дос Сантос Августо 54’ | Извештај |            |

| Бразил | Аустралија |

### Аустралија и Екваторијална Гвинеја
| Аустралија                                                | (3 : 2)  | Екваторијална Гвинеја       |
| --------------------------------------------------------- | -------- | --------------------------- |
| - Лина Камис 8’ - Емили ван Егмонд 48’ - Лиза Де Вана 51’ | Извештај | - Хеновева Ањонман 21’, 83’ |

| Аустралија | Екваторијална Гвинеја |

### Бразил и Норвешка
| Бразил                                           | (3 : 0)  | Норвешка |
| ------------------------------------------------ | -------- | -------- |
| - Марта 22’, 48’ - Розана дос Сантос Августо 46’ | Извештај |          |

| Бразил | Норвешка |

### Екваторијална Гвинеја и Бразил
| Екваторијална Гвинеја | (0 : 3)  | Бразил                                            |
| --------------------- | -------- | ------------------------------------------------- |
|                       | Извештај | - Ерика 49’ - Кристиане Розеира 54’, 90+3’ (пен.) |

| Екваторијална Гвинеја | Бразил |

### Аустралија и Норвешка
| Аустралија            | (2 : 01) | Норвешка            |
| --------------------- | -------- | ------------------- |
| - Киа Сајмон 57’, 87’ | Извештај | - Елисе Торснес 56’ |

| Аустралија | Норвешка |